# Dinamični sistem
Dinámični sistém je v matematiki formalizacija za poljubno ustaljeno »pravilo«, ki opisuje časovno odvisnost lege točke v okoliškem konfiguracijskem prostoru. Zgledi dinamičnih sistemov so matematični modeli, ki opisujejo nihanje urnega nihala, pretakanje vode v cevi ali število rib v jezeru pomladi.
Stanje dinamičnega sistema določa zbirka realnih števil, oziroma množica točk v ustreznem prostoru stanja. Majhnim spremembam v stanju sistema ustrezajo majhne spremembe pri številih. Števila so tudi koordinate geometričnega prostora - mnogoterosti. Evolucijsko pravilo dinamičnega sistema je ustaljeno pravilo, ki opisuje katera stanja sledijo trenutnemu. Pravilo je deterministično: za dani časovni interval iz trenutnega stanja sledi le eno stanje.